# ジョシュ・ナヴィディ
ジョシュ・ナヴィディ（Josh Navidi、1990年12月30日 - ）は、ユナイテッド・ラグビー・チャンピオンシップ、カーディフ・ラグビーに所属するラグビー選手。

## プロフィール
- ウェールズ・ブリジェンド出身。
- ポジションはフランカー(FL)、ナンバーエイト(No.8)。
- 身長 185cm、体重 105kg
- U20ウェールズ代表に選ばれたことがある[1]。
- ウェールズ代表キャップは30（2022年12月現在）。
- ブリティッシュ・アンド・アイリッシュ・ライオンズに選ばれたことがある[2]。

## 略歴
2010年、カーディフ・ブルーズ(現:カーディフ・ラグビー)に加入。
2019年、ラグビーワールドカップ2019のウェールズ代表に選ばれたが、負傷のためチームから途中離脱した。